# Daniel Sanabria
Daniel Sanabria (n. 8 februarie 1977, Asunción, Paraguay) este un fost fotbalist paraguayan.
Între 2001 și 2003, Sanabria a jucat 7 meciuri pentru echipa națională a Paraguayului. Sanabria a jucat pentru naționala Paraguayului la Campionatul Mondial din 2002.

## Statistici
| Paraguay | Paraguay | Paraguay |
| An       | Meciuri  | Goluri   |
| -------- | -------- | -------- |
| 2001     | 6        | 0        |
| 2002     | 0        | 0        |
| 2003     | 1        | 0        |
| Total    | 7        | 0        |